# Menthe
Mentha
Pour les articles homonymes, voir Menthe (homonymie).
Genre
Classification phylogénétique
Les menthes (Mentha) sont un genre de plantes à fleurs de la tribu des Mentheae (sous-tribu des Menthinae, famille des Lamiacées, sous-famille des Nepetoideae). Ce sont des plantes herbacées vivaces. Ce genre comprend de nombreuses espèces, dont beaucoup sont cultivées comme plantes aromatiques et condimentaires, ornementales ou médicinales. Le principal producteur est le Maroc, notamment pour la préparation du thé à la menthe.
Si les menthes sont connues et appréciées pour leurs qualités aromatiques depuis l'Antiquité, certaines ont acquis une grande valeur économique depuis quelques décennies. Des 18 espèces de menthes actuellement acceptées, seulement trois (Mentha aquatica, M. canadensis, M. spicata) et leurs hybrides (M. x gracilis, M. x piperita, M. x villosonervata) dominent le marché mondial pour la production d'huile essentielle.

## Étymologie
Le mot « menthe » vient du latin menta, et, comme le grec μίνθη / mínthê ou μίνθα / míntha, il est vraisemblablement emprunté à une langue méditerranéenne de substrat, non indoeuropéenne.
Dans la mythologie grecque, la nymphe Menthé ou Mynthé (en grec ancien Μίνθη / Mínthê) est changée en menthe par Déméter, la mère de Perséphone, ou, selon d'autres versions, par Perséphone elle-même, après qu'Hadès s'est détourné d'elle.

## Description
Les fleurs de Mentha se caractérisent par une combinaison de caractères :

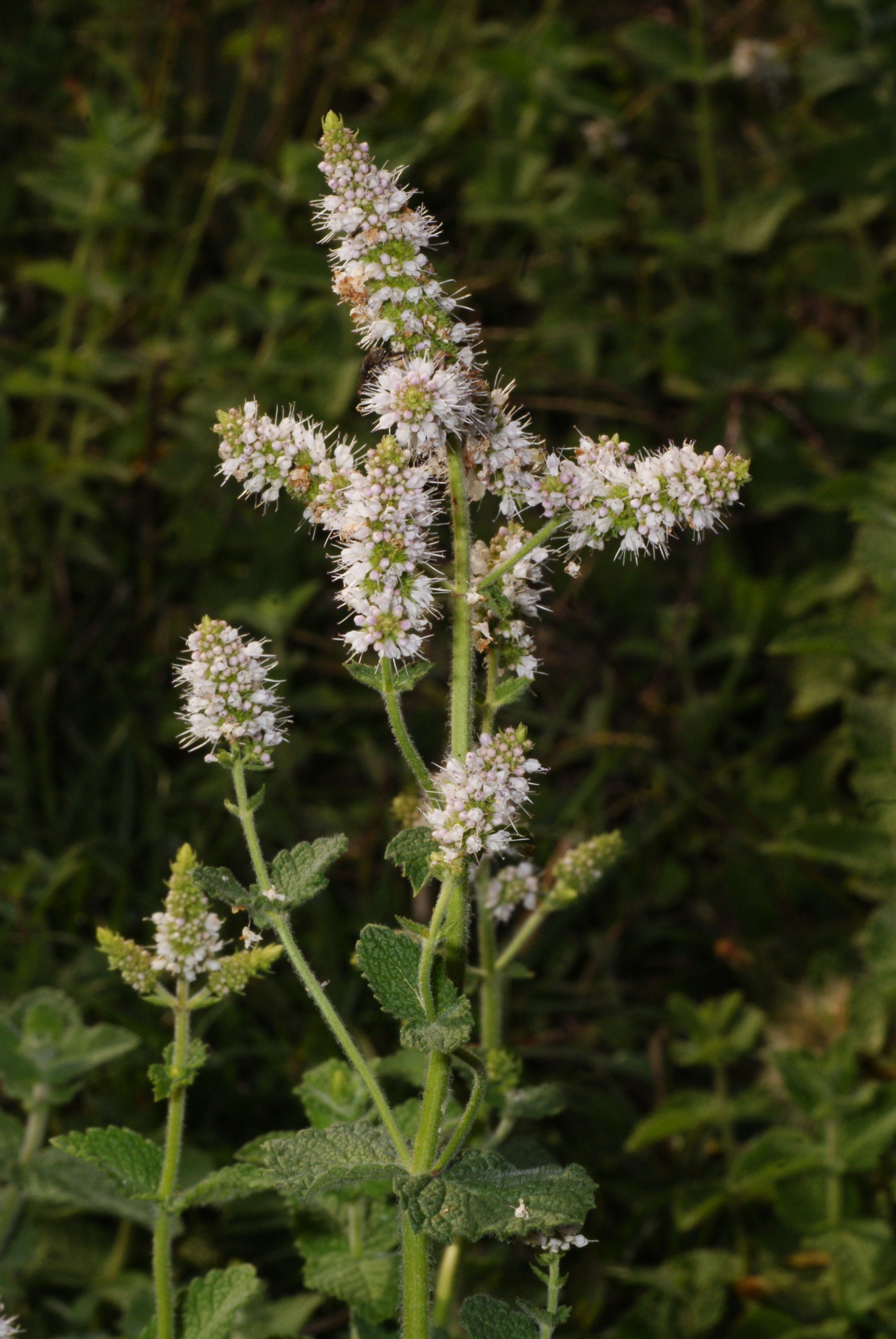
Mentha rotundifolia.

- herbes vivaces, stolonifères, souvent stérilisées ;
- inflorescence en faux verticilles de fleurs ;
- calice plus ou moins actinomorphe à 4 ou 5 lobes ;
- corolle à 2 lèvres légères ;
- 4 étamines plus ou moins égales, filets nus, anthère avec thèques (moitié d'anthère) distinctes, parallèles ;
- nucule (akène à paroi dure) subellipsoïde, à apex arrondi.

L'identification des espèces de menthe est difficile en raison de l'importance des hybridations qui se produisent dans ce groupe.

## Distribution
Les diverses espèces de menthe sont originaires des régions tempérées et subtropicales.
Plusieurs d'entre elles sont largement cultivées.

## Production
En 2019, le Maroc est le principal producteur de menthe dans le monde avec principalement de la menthe poivrée et de la menthe verte (source : FAO). Le pays représente à lui seul près de 90% de la production mondiale.
| Pays      | Production (milliers de tonnes) | Production (en pourcentage) |
| --------- | ------------------------------- | --------------------------- |
| Maroc     | 66,583                          | 89,7                        |
| Argentine | 7,002                           | 9,43                        |
| Mexique   | 0,610                           | 0,82                        |
| Japon     | 0,037                           | 0,05                        |

## Usages

### Huile essentielle, menthol (arôme)
De toutes les espèces de menthes du genre Mentha, celles qui ont connu le développement économique le plus notable de leur culture sont : la menthe du Japon (Mentha canadensis), la menthe poivrée (M. x piperita), la menthe en épi (M. spicata) et la menthe écossaise (Mentha x gracilis Sole). Elles sont à l'origine d'une production importante d'huiles essentielles en Inde (50 000 tonnes, 2014) et en Chine.
En ce qui concerne la première, la menthe du Japon (M. canadensis), la production est actuellement dominée par l'Inde après l'avoir été par le Japon dans la première moitié du XXe siècle puis par le Brésil.
La menthe du Japon est proche de la menthe des champs Mentha arvensis originaire d'Europe mais contrairement à celle-ci, elle est très riche en menthol, un arôme naturel utilisé pour aromatiser les cigarettes, les gommes à mâcher, les boissons, pour l'hygiène buccale, les cosmétiques et l'industrie pharmaceutique. Les cultivars de menthe du Japon sont très utilisés en Asie car ils fournissent la principale source commerciale pour la production de menthol naturel.
Les États-Unis produisent principalement de la menthe poivrée, de la menthe en épi et de la menthe écossaise.

### Plante médicinale
La menthe est l'une des plantes médicinales les plus célèbres. Elle est connue et utilisée dans le pourtour méditerranéen depuis l'Antiquité.
Elle aurait des vertus digestives, spasmolytiques, carminatives, antiseptiques, toniques et stimulantes. Elle participerait à l'équilibre digestif et améliorerait le tonus général. Les herboristes, même s'ils connaissent parfaitement les diverses espèces de menthes, traitent des propriétés de « la Menthe » de manière collective (Lieutaghi, 1966), exception faite de la menthe pouliot.

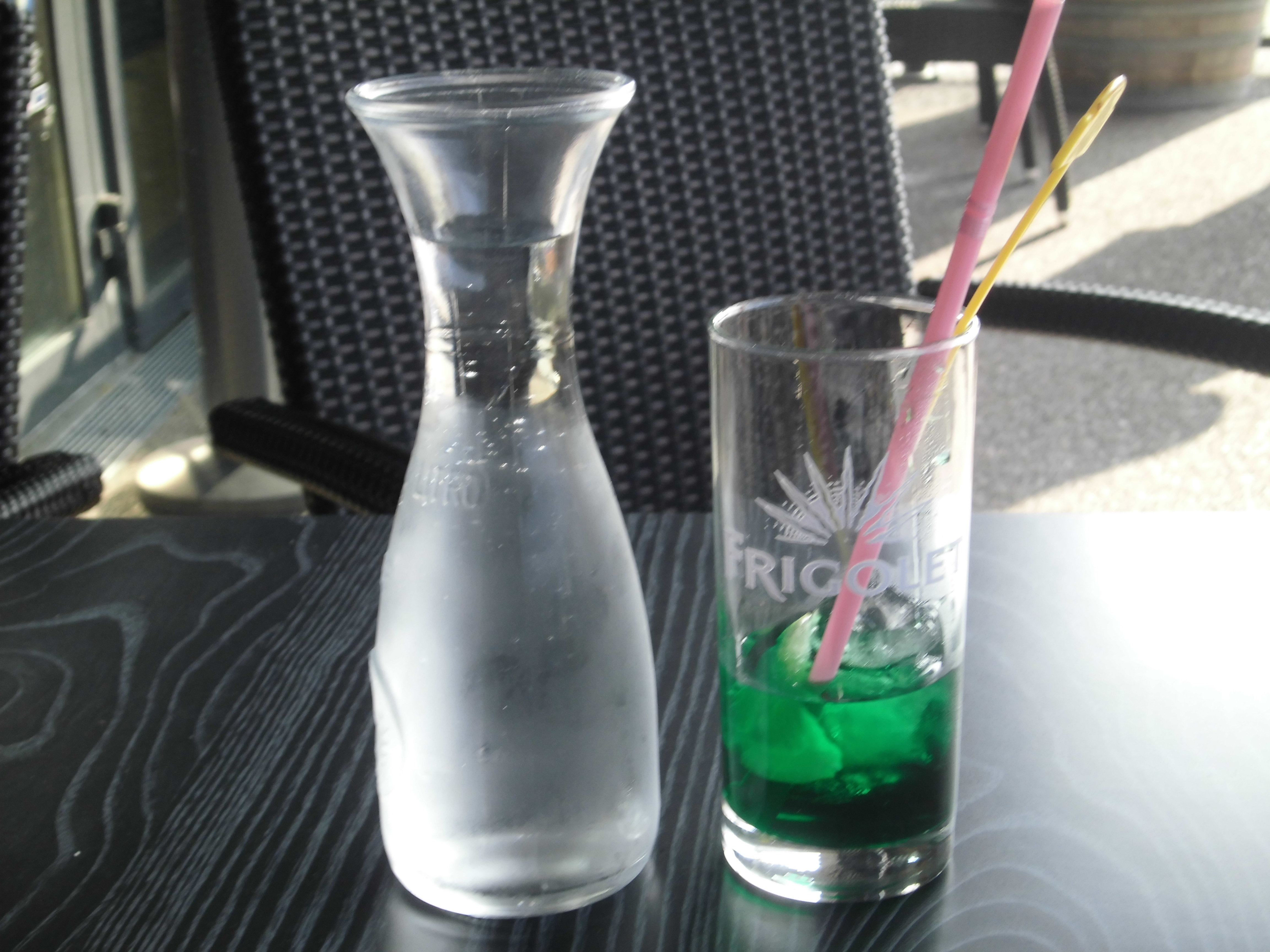
Menthe à l'eau en Provence.

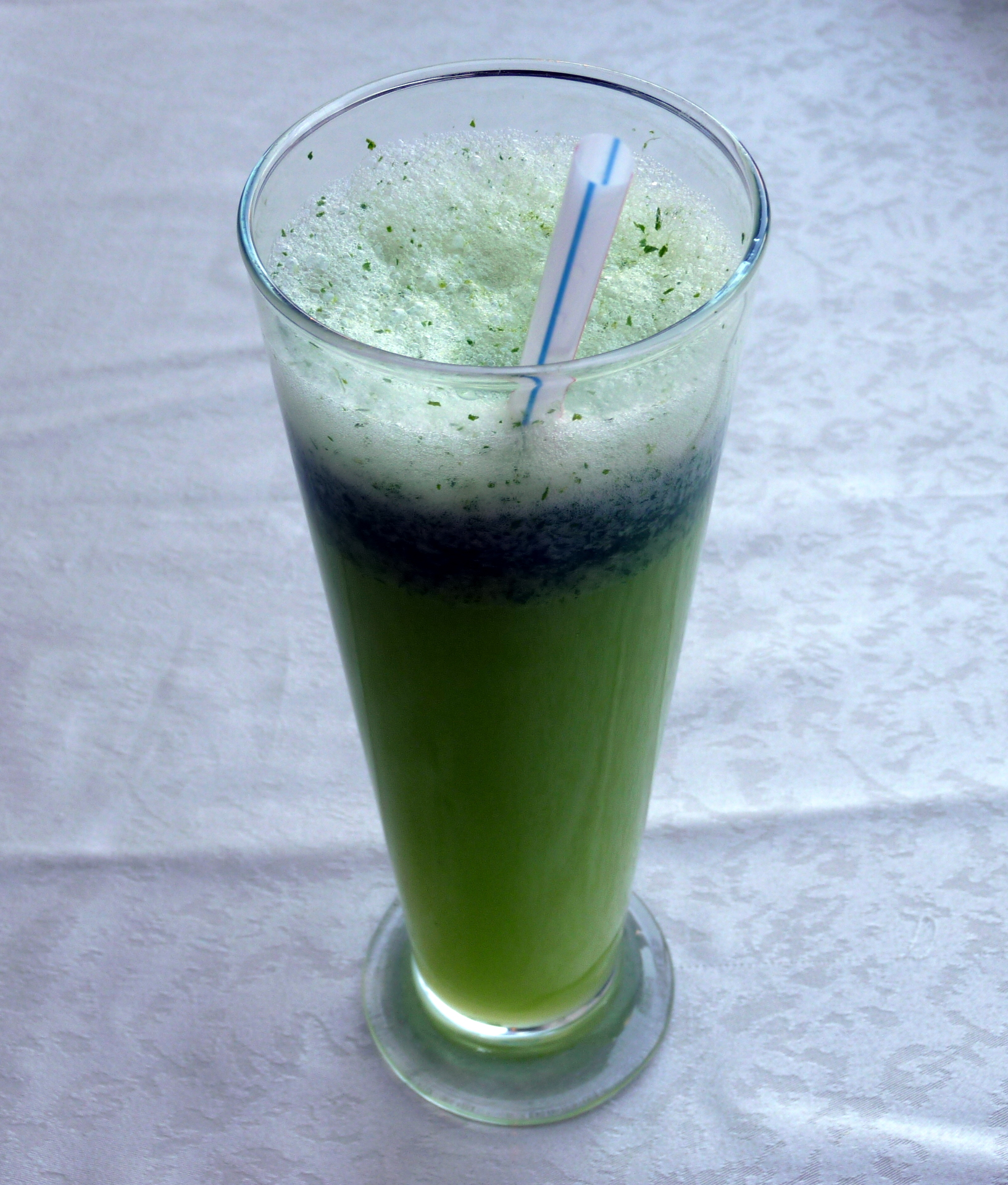
Limonade à la menthe servie en Syrie.

La menthe verte est employée très couramment comme herbe aromatique, principalement dans les cuisines méditerranéennes, par exemple dans le thé à la menthe ou le taboulé, et asiatiques (vietnamienne) avec les nems et les salades.
La menthe poivrée est la plus utilisée en phytothérapie, pour ses propriétés, connues de la tradition et étudiées scientifiquement,.
En France, la menthe poivrée est très cultivée pour les besoins pharmaceutiques (notamment contre les démangeaisons), en particulier dans les régions de Milly-la-Forêt et de Chemillé, près d'Angers. Elle contient une forte quantité de menthol, à l'origine de la sensation de fraîcheur ou de froid (car stimulant les mêmes récepteurs que ceux qui dans la bouche sont sensibles au froid). La menthe poivrée contient aussi d'autres terpènes. L'odeur est caractéristique de la saveur camphrée. L'essence de menthe verte est moins soutenue car elle est plus pauvre en menthol, remplacé par la carvone, principe actif du carvi.
Par ailleurs, l'huile essentielle de menthe est très utilisée en aromathérapie (surtout la menthe poivrée), en phytothérapie et dans la médecine japonaise (surtout la menthe du Japon). Elle ne doit pas être mise en contact avec les muqueuses tant qu'elle n'est pas diluée.

### Cuisine, boisson
Alcool de menthe, liqueur de menthe et sirop de menthe sont des boissons courantes, généralement colorées artificiellement en vert ou bien incolores. Le sirop de « menthe glaciale » est généralement blanc ou légèrement bleuté alors que le sirop de menthe traditionnel est souvent coloré en vert (sans colorant, sa couleur naturelle est en effet plus proche du brun que du vert émeraude).
La menthe est également utilisée en cocktail :
- le mint julep et le mojito sont des exemples de cocktails classiques ;
- en Belgique et en France, le mélange pastis, sirop de menthe et eau s'appelle perroquet à cause de la couleur vert tendre rappelant celle du perroquet vert (en Belgique francophone, le perroquet est la boisson obtenue en ajoutant de la menthe à la bière pils blonde. Une variante très classique est l'ajout de menthe à la bière blanche). Le mélange pastis, sirop de menthe et sirop de grenadine s'appelle une feuille d'automne. La limonade mélangée à du sirop de menthe s'appelle diabolo-menthe. L'Orangina mélangée à du sirop de menthe s'appelle un cowboy (un indien est plus classique, mélange d'Orangina et de grenadine). La bière mélangée à du sirop de menthe s'appelle une valse (un tango, plus classique, est un mélange de bière et de grenadine) ou perroquet (Belgique). En Belgique, le mélange de bière blonde avec du Coca-Cola et du sirop de menthe est quant à lui appelé cercueil ou mazout.

## Allergie
Il existe des cas d'allergie ou intolérance à la menthe. Ces cas sont assez rares, mais impliquent souvent une réaction dès l'inhalation, car l'odeur de la menthe généralement très forte suscite alors nausées et vertiges. Mais les symptômes peuvent aussi être d'ordre physique ou respiratoire (eczéma, asthme, etc.). Ils peuvent être spécifiques à certaines variétés de menthe : on peut être allergique à la menthe la plus répandue dans les produits alimentaires, mais tolérer par exemple la menthe poivrée et le menthol. La cause de l'allergie relève de ce que certaines protéines ou certains composés chimiques contenus dans les menthes peuvent être identifiés comme néfastes par l'organisme (comme les salicylates ou le linalol). L'allergie peut être croisée avec d'autres membres de la famille des lamiacées,,,,.

## Principales espèces
En 1753, Carl Linné donnait, dans Species plantarum, une liste de dix espèces du genre Mentha : Mentha crispa, M. spicata, M. aquatica, M. piperita, M. gentilis, M. arvensis, M. canadensis, M. pulegium, M. cervina, M. canariensis.
Depuis lors, plus de 3 000 noms, allant de l'espèce à la forma, ont été publiés pour le genre Mentha. Il est possible que 95 % d'entre eux soient des synonymes ou soient illégitimes, le reste désignant pour la plupart des taxons infraspécifiques. Les études systématiques du genre Mentha sont particulièrement difficiles en raison de la facilité d'hybridation, et compliquées par un fort polymorphisme, la polyploïdie, l'importance de la culture et de la multiplication végétative.

### Liste d'espèces
L'analyse des caractères morphologiques, du nombre de chromosomes et des composants chimiques des huiles essentielles ont permis à Tucker et Naczi de retenir les 18 espèces suivantes, avec leur nombre de chromosomes 2n :
1. Mentha aquatica L., 2n=96 – Menthe aquatique, Europe, Afrique du Nord, Proche-Orient
M. aquatica var. aquatica,
M. aquatica var. citrata (Ehrh.) Fresen. – Menthe bergamote, menthe citronnée ;
2. Mentha arvensis L., 2n=72 – Menthe des champs, syn. (Mentha gentilis L.), Europe ;
3. Mentha australis R. Br., 2n=72, Australie ;
4. Mentha canadensis L., 2n=96 – Menthe du Japon, syn. Mentha haplocalyx Briq., M. arvensis f. piperascens Malinv. ex Holmes, culture commerciale importante en Inde et en Chine pour la production d'huile essentielle riche en menthol ; originaire d'Amérique du Nord et d'Asie orientale ;
5. Mentha cervina L., 2n=26 – Menthe des cerfs, Espagne, Portugal, France ;
6. Mentha dahurica Fisch. ex. Benth., 2n=72, Sibérie orientale, Chine de Nord, Japon ;
7. Mentha diemenica Spreng., 2n=120, Australie ;
8. Mentha gattefossei Maire, 2n=48, Maroc ;
9. Mentha grandiflora Benth., 2n=?, Australie ;
10. Mentha japonica (Miq.) Makino, 2n=48, Japon ;
11. Mentha laxiflora Benth., 2n=?, Australie ;
12. Mentha longifolia (L.) L., 2n=24 (48) – Menthe sylvestre, synonyme Mentha asiatica, avec 22 sous-espèces, elle a le plus vaste domaine géographique ;
13. Mentha pulegium L., 2n=20 (30, 40) – Menthe pouliot ou pouliot, très utilisée en Italie et en Espagne et pour la confection de bonbons à la menthe, mais aussi en médecine vétérinaire ; Europe, Afrique du Nord, Asie tempérée ;
14. Mentha repens (J.D. Hook.) Briq., 2n=?, Australie ;
15. Mentha requienii Benth. 2n=18 – Menthe de Corse ou menthe de Requien ;
16. Mentha satureiodes R.Br., 2n=ca. 144, Corse, Sardaigne ;
17. Mentha spicata L., 2n=48 – Menthe verte, menthe en épi, ou menthe douce, utilisée en Afrique du Nord et Moyen-Orient pour préparer le thé à la menthe,
M. spicata var. crispata,
M. spicata subsp. condensta,
M. spicata var. undulata ; originaire d'Asie occidentale tempérée et du sud-est de l'Europe ;
18. Mentha suaveolens Ehrh., 2n=24 – Menthe odorante, menthe à feuilles rondes ; Europe, Afrique du Nord, Turquie.

### Sections
Les espèces sont regroupées en quatre sections.
1. Section Pulegium (Mill.) Lam. & DC : pas de stolon.
- M. grandiflora Benth.
- M. pulegium L.
- M. requienii Benth.

2. Section Tubulosae (Briq.) Tucker : pas de stolon, feuille entière.
- M. diemenica Spreng.
- M. repens (Hook f.) Briq.

3. Section Eriodontes Benth. in DC.
- M. australis R.Br.
- M. cervina L
- M. gattefossei Maire.
- M. laxiflora Benth.
- M. satureioides R. Br.

4. Section Mentha.
- M. aquatica L.
- M. arvensis L.
- M. canadensis L.
- M. dahurica Fisch.
- M. japonica (Miq.) Makino.
- M. longiflolia (L.) L.
- M. spicata L.
- M. suaveolens Ehrh.

### Hybrides deMentha

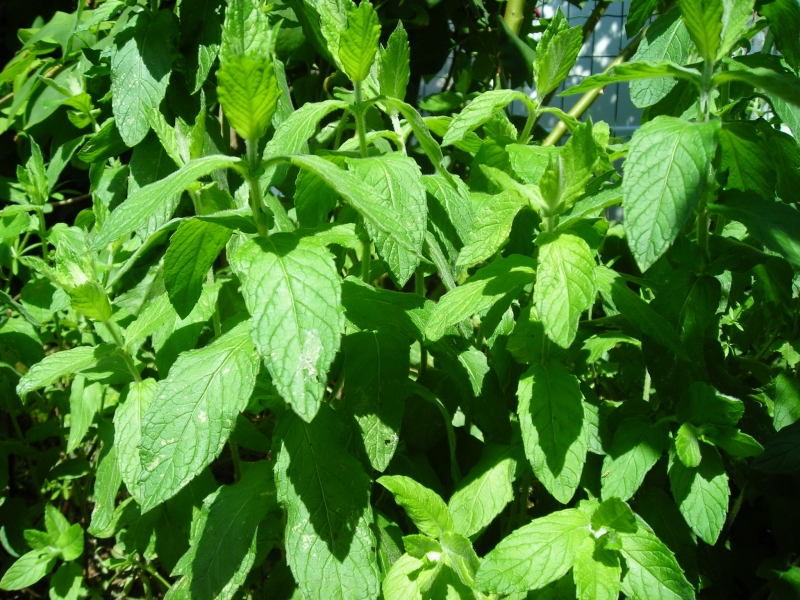
Menthe utilisée comme aromate.

Tucket et Naczi retiennent les hybrides suivants :
- Mentha x carinthiaca Host., hybride de M. arvensis × M. suaveolens ;
- Mentha x dalmatica Tausch, hybride de M. arvensis × M. longifolia ;
- Mentha x dumetorum Schultes, hybride de M. aquatica × M. longifolia ;
- Mentha x gracilis Sole, Scotch Spearmint, hybride de M. arvensis × M. spicata, syn. Mentha gentilis ;
- Mentha x maximilianea Schultz, hybride de M. aquatica × M. suaveolens ;
- Mentha x piperita L., Menthe poivrée, hybride de M. aquatica × M. spicata :
  - var. piperita, menthe poivrée noire,
  - var. crispa, menthe frisée,
  - var. officinalis ;
- Mentha x rotundifolia (L.) Huds., hybride M. longifolia x M. suaveolens, la Menthe à feuilles rondes, utilisée dans le taboulé ;
- Mentha x smithiana R. Graham, Menthe de Smith hybride de M. aquatica × M. arvensis × M. spicata ;
- Mentha x verticillata L., Menthe verticillée, hybride de M. aquatica × M. arvensis ;
- Mentha x villosa Huds., Menthe velue, hybride de M. spicata × M. suaveolens ;
- Mentha x villoso-nervata Opiz., hybride de M. longifilia × M. spicata.

Mentha citrata Ehrh., la menthe bergamote, est un cultivar.

## Autres espèces appelées menthe
Menthe est un nom attribué aussi, en langage courant, à d'autres plantes ne relevant pas du genre Mentha :
- la menthe-coq ou menthe de Notre-Dame, Tanacetum balsamita L. subsp. balsamita, Astéracées.
- la menthe des chats ou cataire, Nepeta cataria L., Lamiacées.
- la menthe d'auvairniton bourgrire aussi appelée menthe poivrée du sud, Lamiacées.
- la menthe indienne, hierba buena ou sarriette-menthe (en) qui entre dans la composition originale du mojito.

Pourrait appartenir à ce genre, mais aussi aux Teucrium, le pouliot des montagnes qui était un des multiples constituants de la thériaque de la pharmacopée maritime occidentale au XVIIIe siècle(Teucrium flavicans et Teucrium creticum ; ne pas confondre avec la menthe pouliot).

## Culture
- Commerciale

Quatre menthes sont l'objet d'une culture commerciale développée et ont donc une importance économique substantielle. Les principales cultures commerciales sont :
- aux États-Unis : la menthe poivrée, la menthe écossaise (Mentha x gracilis Sole), et la menthe en épi indigène (Native spearmint)
- en Inde : Mentha canadensis (cornmint), la menthe poivrée, la menthe écossaise, la menthe en épi
- en Chine : Mentha canadensis, la menthe écossaise, la menthe en épi

- Dans les jardins potagers

C'est une plante qui supporte des tailles ou prélèvements assez fréquents et qui apprécie un sol bien humide et de préférence à la mi-ombre (mais elle s'acclimate sans difficultés partout ailleurs).

La menthe est parfois envahissante dans un jardin. Pour l'empêcher de conquérir le jardin par ses stolons, il suffit de délimiter sa zone de prolifération en enfonçant dans la terre un élément imputrescible et rigide de type barrière à bambou à minimum 35 cm de profondeur. Exemples : ardoise, briques, plaque de métal, bâche plastique, planche…

## Prédateurs
- Coléoptère : La Chrysomèle de la menthe (Chrysolina herbacea), petit insecte coléoptère brillant de la famille des Chrysomelidae est répandu.

- Papillons de nuit : Les chenilles polyphages des papillons de nuit Écaille lièvre (Spilosoma lutea) et Écaille tigrée (Spilosoma lubricipeda) de la famille des Erebidae peuvent se nourrir de menthe[réf. souhaitée], de même pour la Plusie de la menthe (Ctenoplusia accentifera) de la famille des Noctuidae (dans les pays ou régions chaudes).

## Calendrier
Le 21e jour du mois de messidor (des moissons) du calendrier républicain / révolutionnaire français est dénommé jour de la menthe, généralement chaque 9 juillet du calendrier grégorien.